# Liste des archevêques de Cotonou
Pour un article plus général, voir Archidiocèse de Cotonou.
L’archevêque de Cotonou est à la tête du diocèse de Cotonou, au Bénin.
La préfecture apostolique du Dahomey fut créée le 26 juin 1883 par détachement du vicariat apostolique de la Baie du Bénin et érigée en vicariat apostolique du Dahomey le 25 mai 1901.
Le 13 mai 1948, la juridiction prend le nom de vicariat apostolique d’Ouidah, avant d’être érigée en archidiocèse de Cotonou le 14 septembre 1955. Son étendue a plusieurs fois été diminuée par la création de circonscriptions ecclésiastiques.

## Sont d'abord préfets apostoliques
- 1883-1888 : Ernest-Marie Ménager, préfet apostolique du Dahomey.
- 1888-juin 1895 : Louis Ier Lecron, préfet apostolique du Dahomey.

## Puis sont vicaires apostoliques
- 25 mai 1901- 3 août 1905 : Louis-Auguste Dartois, vicaire apostolique du Dahomey.
- 27 juin 1906 - 12 novembre 1934 : François Steinmetz, vicaire apostolique du Dahomey.
- 11 mars 1935 - 14 septembre 1955 : Louis Parisot, vicaire apostolique du Dahomey, puis d’Ouidah (1948).

## Enfin sont archevêques
- 14 septembre 1955 - 5 janvier 1960 : Louis Parisot, le même, promu archevêque.
  - 11 décembre 1956 - 5 janvier 1960 : Bernardin Gantin, évêque auxiliaire
- 5 janvier 1960 - 28 juin 1971 : Bernardin Gantin, créé cardinal le 27 juin 1977.
- 28 juin 1971 - 27 décembre 1990 : Christophe Adimou
  - 17 juillet 1981 - 27 décembre 1990 : Isidore de Souza, archevêque coadjuteur
- 27 décembre 1990 - 13 mars 1999 : Isidore de Souza
- 29 octobre 1999 - 5 mars 2005 : Nestor Assogba
- 5 mars 2005 - 21 août 2010 : Marcel Agboton
- 21 août 2010 - 25 juin 2016 : Antoine Ganyé
- depuis le 25 juin 2016 : Roger Houngbédji

### Note
1. ↑  Entre sa création, le 28 août 1860, et le 24 août 1870, le vicariat apostolique de la Baie du Bénin était lui-même appelé vicariat apostolique du Dahomey.